# Municipio de Mattoon
El municipio de Mattoon (en inglés: Mattoon Township) es un municipio ubicado en el condado de Coles en el estado estadounidense de Illinois. En el año 2010 tenía una población de 15817 habitantes y una densidad poblacional de 168,85 personas por km².

## Geografía
Según la Oficina del Censo de los Estados Unidos, el municipio tiene una superficie total de 93.68 km², de la cual 93.68 km² corresponden a tierra firme y (0%) 0 km² es agua.

## Demografía
Según el censo de 2010, había 15817 personas residiendo en el municipio de Mattoon. La densidad de población era de 168,85 hab./km². De los 15817 habitantes, el municipio de Mattoon estaba compuesto por el 94.94% blancos, el 2.29% eran afroamericanos, el 0.2% eran amerindios, el 0.46% eran asiáticos, el 0.01% eran isleños del Pacífico, el 0.4% eran de otras razas y el 1.69% pertenecían a dos o más razas. Del total de la población el 1.67% eran hispanos o latinos de cualquier raza.